# Ernesto Laroche

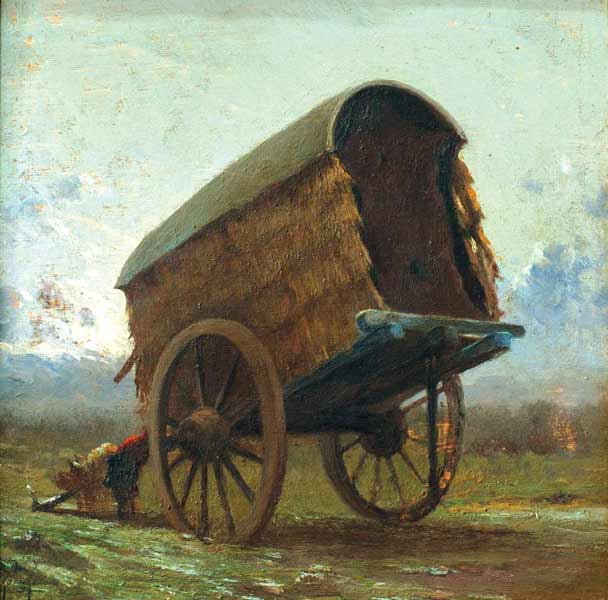
La carreta, uma de suas obras características.

Ernesto Laroche (Montevidéu, 8 de março de 1879 — idem, 2 de junho de 1940) foi um pintor uruguaio.